# Zilchiopsis cryptodus
Zilchiopsis cryptodus е вид десетоного от семейство Trichodactylidae.

## Разпространение и местообитание
Този вид е разпространен в Перу.
Обитава сладководни басейни, реки и потоци.